# Элеонора Юлиана Бранденбург-Ансбахская
Элеонора Юлиана Бранденбург-Ансбахская (нем. Eleonore Juliane von Brandenburg-Ansbach; 23 октября 1663, Ансбах — 4 марта 1724, Ансбах) — дочь маркграфа Альбрехта II Бранденбург-Ансбахского (из династии Гогенцоллернов) и Софии Маргариты Эттинген-Эттингенской. Супруга герцога Фридриха Карла Вюртемберг-Виннентальского.

## Биография
Элеонора Юлиана была третьей дочерью и младшим, пятым, ребёнком в семье. Её мать умерла, когда Элеоноре ещё не было и года. Отец ушёл из жизни три года спустя. Власть в стране оказалась в руках регентского совета, возглавляемого курфюрстом Фридрихом Вильгельмом I при несовершеннолетнем Иоганне Фридрихе. В 1672 году брат, достигнув 18-летия, стал полноправным правителем, запомнившимся своей добротой и мягкостью. Продолжая политику отца, юный маркграф добился экономического возрождения страны.
31 октября 1682 года в Ансбахе 19-летняя Элеонора Юлиана вышла замуж за 30-летнего герцога Фридриха Карла из Вюртембергского дома, носившего титул герцога Виннентальского. В честь этого события жених приказал отчеканить памятную монету.
У супругов родилось семеро детей:
- Карл Александр (1684—1737) — герцог Вюртембергский, генерал-фельдмаршал, был женат на принцессе Турн-и-Таксис Марии-Августе, имел пятерых сыновей и дочь;
- Доротея Шарлотта (1685—1687) — умерла в детском возрасте;
- Фридрих Карл (1686—1693) — умер в возрасте 6 лет;
- Генрих Фридрих (1687—1734) — генерал-фельдмаршал-лейтенант, женат не был, детей не имел;
- Максимилиан Эмануэль (1689—1709) — доброволец шведской армии, сопровождал Карла XII в русской кампании, участвовал в битве под Полтавой, умер от лихорадки в Дубно; женат не был, детей не имел;
- Фридрих Людвиг (1690—1734) — генерал-фельдцейхмейстер, был женат на Урсуле Катарине Альтенбокум, детей не имел;
- Кристиана Шарлотта (1694—1729) — была замужем за маркграфом Бранденбург-Ансбахским Вильгельмом Фридрихом, имела двух сыновей и дочь.

В 1698 году Фридрих Карл умер от сифилиса, которым заболел в 1696 году.
В 1710 году вдовствующая герцогиня переехала в родной Ансбах, после того как её младшая дочь вышла замуж в 1709 году за Вильгельма Фридриха Бранденбург-Ансбахского, приходившегося Элеоноре Юлиане племянником. Дома Элеонора Юлиана оказывала предпочтение общению с известным богословом-пиетистом Августом Германом Франке, писала церковные гимны. Советником и заведующим делами при ней был Филипп Фридрих Гайсмар.
Элеонора Юлиана умерла в возрасте 60 лет и была похоронена в штутгартской монастырской церкви.